# ام عنیق
ام عنیق (عربی: ام عنيق) یک شهر در قطر است که در شهرداری الخور واقع شده‌است